# Copa Challenge (1967-1971)
La Copa Challenge fue un torneo de fútbol jugado por países de África Oriental, sucesora de la Copa Gossage. Se jugó desde 1967 hasta 1971.

## Equipos participantes
- Kenia
- Tanzania
- Uganda
- Zanzíbar

## Resultados
| Año  | Sede     | Campeón | Final Resultado | Subcampeón | Tercer lugar | Resultado | Cuarto lugar |
| ---- | -------- | ------- | --------------- | ---------- | ------------ | --------- | ------------ |
| 1967 | Kenia    | Kenia   | liga            | Uganda     | Zanzíbar     | liga      | Tanzania     |
| 1968 | Tanzania | Uganda  | liga            | Kenia      | Tanzania     | liga      | Zanzíbar     |
| 1969 | Uganda   | Uganda  | liga            | Tanzania   | Kenia        | liga      | Zanzíbar     |
| 1970 | Zanzíbar | Uganda  | liga            | Tanzania   | Zanzíbar     | liga      | Kenia        |
| 1971 | Kenia    | Kenia   | liga            | Uganda     | Tanzania     | liga      | Zanzíbar     |

## Títulos
En cursiva, se indica el torneo en que el equipo fue local.
| N.º | País     | Títulos              | Finalista      | Tercer lugar   | Cuarto lugar         |
| --- | -------- | -------------------- | -------------- | -------------- | -------------------- |
| 1   | Uganda   | 3 (1968, 1969, 1970) | 2 (1967, 1971) |                |                      |
| 2   | Kenia    | 2 (1967, 1971)       | 1 (1968)       | 1 (1969)       | 1 (1970)             |
| 3   | Tanzania |                      | 2 (1969, 1970) | 2 (1968, 1971) | 1 (1967)             |
| 4   | Zanzíbar |                      |                | 2 (1967, 1970) | 3 (1968, 1969, 1971) |